# Martynas Andriuškevičius
Martynas Andriuškevičius (ur. 12 marca 1986 w Kownie) – litewski koszykarz występujący na pozycji środkowego, brązowy medalista mistrzostw świata z 2010.
W 2005 i 2006 reprezentował Cleveland Cavaliers podczas rozgrywek letniej ligi NBA. W 2007 występował w barwach Chicago Bulls.

## Osiągnięcia
Stan na 10 listopada 2019, na podstawie, o ile nie zaznaczono inaczej.

### Drużynowe
- Mistrz:
  - Ligi Bałtyckiej (2005)
  - Litwy (2005)
  - Słowenii (2016)
  - NBDL (2007)
  - pucharu – Alpe Adria Cup (2016)
  - II ligi hiszpańskiej LEB Oro – 2009
- Zdobywca pucharu księżnej Asturii (II ligi hiszpańskiej LEB Oro – 2009)
- Zwycięzca turnieju El Corte Ingles Junior (2003)
- Finalista pucharu księżnej Asturii (2008)

### Indywidualne
(* – nagrody przyznane przez portal eurobasket.com)
- Najlepszy środkowy rosyjskiej Superligi (2015)*
- Zaliczony do I składu rosyjskiej Superligi (2015)*

### Reprezentacja
Seniorów
- Brązowy medalista mistrzostw świata (2010)

Młodzieżowe
- Uczestnik mistrzostw Europy U–18 (2004 – 9. miejsce)
- Lider Eurobasketu U–18 w:
  - zbiórkach (2004)
  - blokach (2004)